# 哈賈德港
哈賈德港（阿拉伯语：‎）是阿爾及利亞的市镇，位於該國西北部奧蘭省，由拜錫瓦區負責管轄，面積52平方公里，2009年人口13,153，人口密度每平方公里252人。